# Матч всех звёзд Единой лиги ВТБ 2018
Матч всех звёзд Единой лиги ВТБ 2018 — показательная баскетбольная игра, которая была проведена в Санкт-Петербурге во дворце спорта «Юбилейный» 17 февраля 2018 года. Эта игра стала вторым матчем всех звёзд в истории Единой лиги ВТБ. Помимо самой главной игры, в которой сошлись «Звезды России» и «Звезды Мира» (125:124), был проведён матч знаменитостей, игра молодых звёзд, конкурсы по броскам сверху и состязание 3-очковых бросков.

## Игра
В матче встречались игроки, выступающие в турнире Единой лиги ВТБ 2017/18: россияне («Звезды России») и легионеры («Звезды Мира»). Составы команд определялись голосованием болельщиков и анкетированием СМИ, в котором приняли участия 21 издание и два телекомментатора — Владимир Гомельский и Роман Скворцов. Составы команд формировались в соответствии со следующими правилами:
- Каждая команда должна состоять из 12 игроков — 6 игроков задней линии и 6 представителей передней;
- В каждой команде есть 2 wild card-места от Лиги;
- В каждой команде не должно быть более 2 игроков из одного клуба.

Главным тренером команды «Звезды России» был выбран тренер клуба «Зенит» Василий Карасёв, а главным тренером команды «Звезды Мира» — тренер команды «Локомотив-Кубань» Саша Обрадович, которые и выбирали стартовые пятёрки своих команд из списка игроков.

### Составы
| Поз.                        | Игрок               | Команда          | Всего голосов |              |
| Задняя линия                | Задняя линия        | Задняя линия     | Задняя линия  | Задняя линия |
| --------------------------- | ------------------- | ---------------- | ------------- | ------------ |
| АЗ                          | Алексей Швед2INJ    | Химки            | 22            |              |
| АЗ                          | Дмитрий Кулагин     | Локомотив-Кубань | 21            |              |
| РЗ                          | Антон Понкрашов     | УНИКС            | 20            |              |
| РЗ                          | Дмитрий Хвостов     | Локомотив-Кубань | 17            |              |
| АЗ                          | Иван Ухов           | Парма            | 11            |              |
| АЗ                          | Евгений Воронов1REP | Зенит            | 7             |              |
| АЗ                          | Михаил Кулагин2REP  | ЦСКА             | 1             |              |
| Передняя линия              |                     |                  |               |              |
| ЛФ                          | Сергей Карасёв      | Зенит            | 22            |              |
| ТФ                          | Никита Курбанов     | ЦСКА             | 22            |              |
| Ц                           | Андрей Воронцевич   | ЦСКА             | 18            |              |
| ТФ                          | Пётр Губанов        | Нижний Новгород  | 14            |              |
| Ц                           | Артём Клименко1INJ  | Автодор          | 13            |              |
| Wild-Card                   |                     |                  |               |              |
| РЗ                          | Иван Стребков       | Нижний Новгород  | 10            |              |
| ЛФ                          | Сергей Моня         | Химки            | 12            |              |
| Гл. тренер: Василий Карасёв |                     |                  |               |              |

| Поз.                       | Игрок                 | Команда          | Всего голосов |              |
| Задняя линия               | Задняя линия          | Задняя линия     | Задняя линия  | Задняя линия |
| -------------------------- | --------------------- | ---------------- | ------------- | ------------ |
| РЗ                         | Хоакин Колом          | УНИКС            | 20            |              |
| АЗ                         | Нандо Де Коло         | ЦСКА             | 19            |              |
| РЗ                         | Джастин Картер        | Астана           | 16            |              |
| АЗ                         | Коди Миллер-Макинтайр | Парма            | 15            |              |
| РЗ                         | Серхио Родригес       | ЦСКА             | 15            |              |
| Передняя линия             |                       |                  |               |              |
| ТФ                         | Дрю Гордон            | Зенит            | 21            |              |
| Ц                          | Фрэнк Элегар          | Локомотив-Кубань | 16            |              |
| ЛФ                         | Коти Кларк            | Автодор          | 12            |              |
| ЛФ                         | Марди Коллинз         | Локомотив-Кубань | 11            |              |
| АЗ                         | Энтони Гилл           | Химки            | 10            |              |
| Wild-Card                  |                       |                  |               |              |
| АЗ                         | Энтони Хиллиард       | Енисей           | 6             |              |
| ТФ/Ц                       | Стефан Ласме          | УНИКС            | 9             |              |
| Гл. тренер: Саша Обрадович |                       |                  |               |              |

↑  Артем Клименко пропустил матч из-за травмы.

↑  Евгений Воронов заменил Артема Клименко.

↑ Алексей Швед пропустил матч из-за травмы.

↑ Михаил Кулагин заменил  Алексея Шведа.

### Матч
| 17 февраля 2018 19:00 | Протокол | Звёзды России              | 125:124  | Звёзды Мира     | Юбилейный, Санкт-Петербург Зрителей: 7,000 Судьи: Петр Паштусяк Ааре Халлико Алексей Давыдов |
| 17 февраля 2018 19:00 | Протокол | 31:23, 36:36, 33:33, 25:32 |          |                 | Юбилейный, Санкт-Петербург Зрителей: 7,000 Судьи: Петр Паштусяк Ааре Халлико Алексей Давыдов |
| 17 февраля 2018 19:00 | Протокол | Сергей Карасёв 29          | Очки     | Коти Кларк 20   | Юбилейный, Санкт-Петербург Зрителей: 7,000 Судьи: Петр Паштусяк Ааре Халлико Алексей Давыдов |
| 17 февраля 2018 19:00 | Протокол | Андрей Воронцевич 7        | Подборы  | Фрэнк Элегар 6  | Юбилейный, Санкт-Петербург Зрителей: 7,000 Судьи: Петр Паштусяк Ааре Халлико Алексей Давыдов |
| 17 февраля 2018 19:00 | Протокол | Сергей Карасёв 7           | Передачи | Нандо Де Коло 8 | Юбилейный, Санкт-Петербург Зрителей: 7,000 Судьи: Петр Паштусяк Ааре Халлико Алексей Давыдов |

Самым ценным игроком матча был признан Сергей Карасёв, который набрал 29 очков и сделал 7 передач.

## Конкурс трёхочковых бросков
В конкурсе трёхочковых бросков участвуют представители команд Единой лиги ВТБ в сезоне-2017/18.
| Поз. | Игрок               | Команда          | Рост   | Вес   | %      |
| ---- | ------------------- | ---------------- | ------ | ----- | ------ |
| ЛФ   | Райан Брокхофф      | Локомотив-Кубань | 201 см | 98 кг | 45,7%  |
| АЗ   | Александр Кудрявцев | Цмоки-Минск      | 191 см | 83 кг | 48,6%  |
| ЛФ   | Антон Понкрашов1REP | УНИКС            | 200 см | 93 кг | 43,9%  |
| АЗ   | Кайл Курич1OUT      | Зенит            | 193 см | 88 кг | 42,4%  |
| З    | Бранко Миркович     | Калев            | 190 см | 85 кг | 42,8 % |
| РЗ   | Серхио Родригес     | ЦСКА             | 191 см | 80 кг | 33,3%  |
| ЛФ   | Кристап Яниченокс   | ВЭФ              | 196 см | 96 кг | 39,2%  |

↑  Кайл Курич не примет участие в конкурсе по семейным обстоятельствам.

↑  Антон Понкрашов заменил в конкурсе Кайла Курич.

### Финальный раунд
| Поз. | Игрок             | Команда          | Счёт |
| ---- | ----------------- | ---------------- | ---- |
| ЛФ   | Райан Брокхофф    | Локомотив-Кубань | 20   |
| ЛФ   | Кристап Яниченокс | ВЭФ              | 15   |

Победителем стал Райан Брокхофф, который получил в награду 300.000 рублей.

## Конкурс слэм-данков
В конкурсе  по броскам сверху участвуют представители команд Единой лиги ВТБ в сезоне-2017/18.
| Поз. | Игрок             | Команда          | Рост   | Вес    |
| ---- | ----------------- | ---------------- | ------ | ------ |
| ТФ   | Дрю Гордон1OUT    | Зенит            | 206 см | 111 кг |
| РЗ   | Девон Саддлер2OUT | Цмоки-Минск      | 188 см | 95 кг  |
| Ф    | Ике Удано         | Астана           | 202 см | 92 кг  |
| ЛФ   | Тайлер Ханикатт   | Химки            | 203 см | 95 кг  |
| Ц    | Фрэнк Элегар1REP  | Локомотив-Кубань | 208 см | 108 кг |

↑  Дрю Гордон не примет участие в конкурсе из-за травмы.

↑  Фрэнк Элегар заменил в конкурсе Дрю Гордона.

↑  Дэвон Садлер не смог принять участие в конкурсе из-за болезни.
Фрэнк Элегар в финале обошел по оценкам жюри Тайлера Ханикатта — получил в качестве приза 300.000 рублей и годовой комплект экипировки от Under Armour.